# Bart Cleyman
Bart Cleyman (29 december 1981) is een Belgisch  voormalig korfballer en huidig korfbalcoach. Hij speelde in zijn spelerscarrière voor het Belgische  Riviera en Scaldis, maar speelde ook voor het Nederlandse PKC. Ook was hij speler van het Belgisch korfbalteam. Hij werd meerdere malen onderscheiden met de Belgische prijs "Korfballer van het Jaar". Na zijn carrière als speler werd Cleyman korfbalcoach.												

## Levensloop

### Riviera
Cleyman begon met korfbal bij Riviera, een club waar ook zijn ouders korfbalden. In seizoen 2003-2004 brak Cleyman echt door tot de elite van het Belgisch korfbal. Ondanks dat hij met Riviera geen titels pakte dat seizoen werd hij wel uitgeroepen tot Beste Belgische Korfballer van het Jaar.												
Met Riviera was seizoen 2004-2005 een bijzonder jaar. In dit seizoen won Cleyman met Riviera zowel de zaal- als veldtitel. Het leverde hem zijn tweede uitverkiezing van Beste Korfballer van het Jaar op.												
In seizoen 2005-2006 won Cleyman met Riviera voor de 2e keer de zaaltitel. Ook won hij de Beker van België in dit seizoen. Voor de 3e maal op rij werd Cleyman verkozen tot Beste Korfballer van het Jaar.												

### PKC
Cleyman verruilde in 2006 van club en sloot zich aan bij het Nederlandse PKC, een club zich net weer tot Nederlands veldkampioen had gekroond.												
Onder coach Steven Mijnsbergen kreeg Cleyman een basisplaats. Cleyman speelde samen met PKC-iconen zoals Leon Simons en Mady Tims.												
In zijn eerste seizoen, 2006-2007 werd PKC 2e in de Korfbal League en plaatste zich hiermee voor de play-offs. Al in zijn eerste seizoen werd Cleyman topscoorder van zijn club, met 121 goals op zijn naam. In de play-offs versloeg PKC het Groningse Nic. en plaatste zich zodoende voor de zaalfinale.												
In de finale trof PKC DOS'46 en had Cleyman de taak om de sterspeler van de tegenstander te verdedigen, namelijk André Kuipers. In deze finale bleef het lang spannend, maar uiteindelijk verloor PKC met 16-17. 												
Iets later, in de veldcompetitie stonden PKC en DOS'46 ook tegenover elkaar. Ook dit maal verloor PKC en werd DOS'46 de kampioen. De wedstrijd eindigde in 17-13.												
In seizoen 2007-2008 vond er een coachingswissel plaats bij PKC en werd Mijnsbergen vervangen door Jacko Vermeer. Onder Vermeer deed de ploeg het iets minder en werd het in de zaalcompetitie nipt 4e waardoor het zich toch nog plaatste voor de play-offs. In de play-off serie werd verloren van Koog Zaandijk in 2 wedstrijden. Zodoende miste PKC de zaalfinale. Wel was Cleyman dit seizoen goed voor 81 goals.												
Niet veel later plaatste PKC zich in de veldcompetitie voor het 6 jaar op rij voor de veldfinale. Helaas voor Cleyman en PKC werd, net als het jaar ervoor, de veldfinale verloren. Dit maal was Dalto te sterk met 23-18.												
Na 2 seizoenen bij PKC had Cleyman 202 zaalgoals gemaakt en was hiermee goed voor gemiddeld 5 goals per wedstrijd. In deze 2 jaar had hij 3 finales gespeeld, maar moet elke finale genoegen nemen met de 2e plek. 												

### Scaldis
Na 2 jaar bij PKC keerde Cleyman terug in België en sloot zich aan bij Scaldis. Hier speelde ook zijn partner, Patty Peeters.												
In zijn eerste seizoen bij Scaldis, 2008-2009 won hij de Belgische veldtitel.												
In seizoen 2009-2010 behaalde Scaldis de zaalfinale. In deze zaalfinale versloeg het Boeckenberg, waardoor Cleyman voor de 3e keer in zijn carrière zaalkampioen van België was.												
In het seizoen erna, 2010-2011 behaalde Scaldis wel weer de zaalfinale, maar deze ging verloren. In deze zaalfinale was juist Boeckenberg te sterk met 20-17.												
Cleyman's laatste seizoen bij Scaldis was 2012-2013. In dit seizoen was Scaldis enkel de Beker van België. Hij stopte hierna als speler in 2013.											

### Belgian Diamonds
Van 2005 t/m 2011 was Cleyman speler van het Belgisch korfbalteam. Hij behaalde met de 'Belgian Diamonds', onder meer zilver op de Wereldspelen van 2005 en 2009, alsook op de wereldkampioenschappen van 2007 en 2011. Tevens behaalde hij zilver op de Europese kampioenschappen van 2006 en 2010.

### Coach
Na zijn carrière als speler werd Cleyman hoofdcoach. Zijn eerste coachingsklus was bij Catba voor seizoen 2013-2014.												
In dit seizoen werden geen prijzen gewonnen door de ploeg.												
In seizoen 2015-2016 werd Cleyman gevraagd om de nieuwe hoofdcoach te worden van Scaldis, de ploeg waar hij zelf had gespeeld van 2008 t/m 2013.												
Dit verzoek kwam niet aan het begin van het seizoen, maar in december 2015. Op dat moment had de ploeg last van tegenvallende resultaten en werd coach Chris van Put ontslagen. Cleyman werd gevraagd om het seizoen af te maken.	

## Palmares als speler

### België
- Landskampioen zaalkorfbal: 3x (2005, 2006, 2010)
- Landskampioen veldkorfbal: 2x (2005, 2009)
- Winnaar Beker van België: 4x (2005, 2006, 2012, 2013)
- Korfballer van het Jaar, 3x (2004, 2005, 2006)